# Letters from the Sky
Letters from the Sky è un singolo del gruppo musicale sudafricano Civil Twilight, primo estratto dall'omonimo album di debutto e pubblicato il 17 luglio 2010.

## Storia
La canzone fu scritta e composta da Steven McKellar ed è il brano più popolare della band. Anche se Mckellar compose interamente da solo la musica, egli ha ricordato che fondamentale fu il contributo ritmico del batterista Richard Wouters nell'energica sezione finale, nata comunque per volere dello stesso Mckellar.

## Tracce
1. Letters from the Sky – 4:35 (Steven McKellar)
2. Teardrop – 5:21 (testo: Elizabeth Fraser – musica: Andrew Vowles, Robert Del Naja, Grant Marshall)

## Formazione
- Steven McKellar - voce, pianoforte, tastiera, basso
- Andrew McKellar - chitarra
- Richard Wouters - batteria, percussioni